# 白下区
白下区是中国江苏省南京市曾经所辖的一个市辖区，于2013年撤销，与秦淮区合并为新的秦淮区。总面积为28平方公里，2008年人口为61.95万。白下区源于民国时期的第二区（城东区）。白下区与江宁区、建邺区、秦淮区、玄武区、鼓楼区相邻。

## 行政区划
白下区辖7个街道：
五老村街道、洪武路街道、大光路街道、瑞金路街道、月牙湖街道、光华路街道、朝天宫街道、秦虹街道、夫子庙街道、红花街道、双塘街道和中华门街道

## 历史
根据记载，周朝以前，今白下区属于扬州，周朝时属于吴国，之后的春秋战国时期先后被越国和楚国管辖。汉朝末期，孙权建立吴国，今白下区在当时被称为“建业县”，在此时期，孙权在此建立了太初宫和城门，今白下区所在的地区开始得到发展。之后的东晋和南朝四国宋、齐、梁、陈均定都建康城（今南京市），受此影响，今白下区所在的地区得到进一步发展，因其靠近秦淮河，故称为重要的物资集散地之一。隋朝时期，此地被划归丹阳郡江宁县管辖。唐朝时期，州县名称变化频繁，此地先后隶属多个郡县。唐朝武德元年（618年）置金陵县，筑城于白石山下的白下村（今南京金川门外），武德九年（626年），金陵县更名为白下县。当时，此地有一座白下亭，诗人李白曾作诗：小子别金陵，来到白下亭。“有认为白下区的得名于“白下亭”，另一种说法，是来自于南京的别名“白下”（白下城）。
五代时期，位于吴国、南唐的金陵城相对安定，今白下区所在的地区也被称为“江南佳丽地，人间帝王州”。1356年，朱元璋占领南京，将政府机构建于今光华门内御道街两侧。南京成为全国的政治中心，城中也形成了多处商业繁华的区域，行政上属南京应天府。1853年，洪秀全建立的太平天国也定南京为首都，成为“天京”。
1912年成立的中华民国政权以南京为首都，名为南京府，但次年即废除此建制。1917年设立南京特别市，后又改称南京市。1931年，南京市被划分为21个区，1933年减至8个，今白下区所在的地区为第二区。1938年，汪精卫政权将南京的划分为4个区，今白下区所在的地区属于第一区。抗日战争结束后，恢复原区划。1955年8月成立白下区，虽经多次区划调整，但名称沿用至今。

## 名胜古迹
- 明故宫
- 朝天宫
- 南京博物院